# Laverne Eve
Laverne Eve (* 16. Juni 1965 in Nassau) ist eine bahamaische Speerwerferin.

## Karriere
Zu Beginn ihrer Karriere war sie auch als Kugelstoßerin und Diskuswerferin aktiv. Bei den Zentralamerika- und Karibikmeisterschaften gewann sie 1981 Bronze im Kugelstoßen und im Diskuswurf, 1983 Silber im Kugelstoßen und 1985 Bronze im Kugelstoßen.
Danach konzentrierte sie sich auf den Speerwurf. 1987 wurde sie für die Louisiana State University startend NCAA-Meisterin und Fünfte bei den Panamerikanischen Spielen in Indianapolis, scheiterte aber bei den Weltmeisterschaften in Rom in der Qualifikation ohne gültigen Versuch. Auch bei den Olympischen Spielen 1988 in Seoul kam sie nicht über die erste Runde hinaus.
1989 wurde sie US-Meisterin, 1989 und 1991 Zentralamerika- und Karibikmeisterin. Bei den Panamerikanischen Spielen 1991 in Havanna wurde sie Vierte, bei den Weltmeisterschaften 1991 in Tokio und bei den Olympischen Spielen 1992 in Barcelona schied sie in der Qualifikation aus. Bei den Zentralamerika- und Karibikspielen 1993 gewann sie Bronze im Kugelstoßen, und bei den Commonwealth Games 1994 in Victoria wurde sie Siebte. Einer Silbermedaille bei den Panamerikanischen Spielen 1995 in Mar del Plata folgte jeweils ein Vorrunden-Aus bei den Weltmeisterschaften 1995 in Göteborg und bei den Olympischen Spielen 1996 in Atlanta.
1997 holte sie Silber bei den Zentralamerika- und Karibikmeisterschaften, kam aber bei den Weltmeisterschaften in Sevilla erneut nicht über die erste Runde hinaus. 1998 gewann sie Bronze bei den Zentralamerika- und Karibikspielen. Im Jahr darauf holte sie bei den Zentralamerika- und Karibikmeisterschaften ihren dritten Titel und errang Bronze bei den Panamerikanischen Spielen 1999 in Winnipeg. Bei den Weltmeisterschaften 1999 in Sevilla und bei den Olympischen Spielen 2000 in Sydney scheiterte sie erneut in der Qualifikation, ebenso bei den Weltmeisterschaften 2001 in Edmonton, zu denen sie nach ihrem vierten Titelgewinn bei den Zentralamerika- und Karibikmeisterschaften fuhr.
2002 siegte sie bei den Commonwealth Games in Manchester. Im Jahr darauf verteidigte sie ihren Titel bei den Zentralamerika- und Karibikmeisterschaften, gewann Silber bei den Panamerikanischen Spielen 2003 in Santo Domingo und wurde Achte bei den Weltmeisterschaften in Paris/Saint-Denis.
Auch bei den Olympischen Spielen 2004 in Athen glückte ihr endlich der Finaleinzug mit einem sechsten Platz. 2005 siegte sie erneut bei den Zentralamerika- und Karibikmeisterschaften und wurde Zehnte bei den Weltmeisterschaften in Helsinki, und 2006 gewann sie Bronze bei den Zentralamerika- und Karibikspielen und Silber bei den Commonwealth Games in Melbourne. 2007 folgte einer Bronzemedaille bei den Panamerikanischen Spielen in Rio de Janeiro ihre neunte WM-Teilnahme bei den Weltmeisterschaften in Ōsaka, bei denen sie jedoch sich ebenso wenig für die Endrunde qualifizieren konnte wie bei den Olympischen Spielen 2008 in Athen. Bei den Zentralamerika- und Karibikmeisterschaften holte sie 2008 noch einmal Gold und 2009 Bronze.
Laverne Eve ist Angestellte im bahamaischen Ministerium für Jugend und Sport.

## Bestleistungen
- Kugelstoßen: 15,82 m, 23. April 1994, Baton Rouge
- Diskuswurf: 52,52 m, 24. Mai 1990, Houston
- Hammerwurf: 54,90 m, 1. Mai 1999, Athens
- Speerwurf: 63,73 m, 22. April 2000, Nashville
- Speerwurf (altes Modell): 64,78 m, 17. Juni 1989, Houston